# Charax
A Charax a sugarasúszójú halak (Actinopterygii) osztályába, a pontylazacalakúak (Characiformes) rendjébe a pontylazacfélék (Characidae) családjába tartozó nem.

## Rendszerezés
A nembe az alábbi 16 faj tartozik:
- Charax apurensis
- Charax caudimaculatus
- Charax condei
- Charax gibbosus
- Charax hemigrammus
- Charax leticiae
- Charax macrolepis
- Charax metae
- Charax michaeli
- Charax niger
- Charax notulatus
- Charax pauciradiatus
- Charax rupununi
- Charax stenopterus
- Charax tectifer
- Charax unimaculatus